# Vashind
Vashind là một thị trấn thống kê (census town) của quận Thane thuộc bang Maharashtra, Ấn Độ.

## Nhân khẩu
Theo điều tra dân số năm 2001 của Ấn Độ, Vashind có dân số 15.880 người. Phái nam chiếm 53% tổng số dân và phái nữ chiếm 47%. Vashind có tỷ lệ 74% biết đọc biết viết, cao hơn tỷ lệ trung bình toàn quốc là 59,5%: tỷ lệ cho phái nam là 80%, và tỷ lệ cho phái nữ là 68%. Tại Vashind, 14% dân số nhỏ hơn 6 tuổi.